# Wilhelm Wagenfeld
Wilhelm Wagenfeld (n. 15 aprilie 1900, Bremen, Germania — d. 28 mai 1990, Stuttgart, Germania) a fost un designer industrial german important al secolului 20.  A fost unul dintre discipolii și ulterior unul dintre profesorii școlii de design și arhitectură Bauhaus.

## Biografie
Wagenfeld a designat obiecte și artefacte din sticlă și metal pentru Jenaer Glaswerk Schott & Gen., Vereinigte Lausitzer Glaswerke din Weißwasser, Rosenthal, Braun GmbH și WMF.  Unele din modelele concepute de el se mai produc încă astzi.
Una dintre piesele seriile lucrărilor sale, lampa de masă din seria W, cunoscuta W 24, sau Wagenfeld Lampe, intrată în producție începând cu anul 1924, realizată în colaborare cu Karl J. Jucker, se produce și astăzi.  În colaborare cu Charles Crodel, care a realizat o tehnică decorativă repetititivă pentru producția de masă, lucrările sale au ajuns să aibă o largă prezentare și să fie expuse în diferite expoziții și muzee.